# Indre Billefjord
Indre Billefjord este o localitate din comuna Porsanger, provincia Finnmark, Norvegia, cu o populație de 256 locuitori (2013).